# Joaquim da Rocha Ferreira
Joaquim da Rocha Ferreira, também conhecido como Rocha Ferreira (São Paulo, 1900 - São Paulo, 1965), foi um pintor brasileiro. Realizou seus estudos no Liceu de Artes e Ofícios e na Escola Nacional de Belas Artes, onde foi discípulo de Lucílio de Albuquerque.
Participou de 29 exposições individuais e coletivas, incluindo diversos edições do Salão Paulista de Belas Artes. Recebeu as seguintes distinções:
- 1921: menção honrosa no Salão Nacional de Belas Artes;
- 1924: medalha de bronze no Salão Nacional de Belas Artes;
- 1932: medalha de prata no Salão Nacional de Belas Artes;
- 1936: prêmio de viagem ao exterior no Salão Nacional de Belas Artes;
- 1948: pequena medalha do Salão Paulista de Belas Artes;
- 1962: prêmio de viagem ao exterior do Salão Paulista de Belas Artes.

## Lista de obras
| Imagem | Título                                      | Data                | Localização              | Tema |
| ------ | ------------------------------------------- | ------------------- | ------------------------ | --- |
|        | Pouso noturno de tropeiros                  | 1922                | Museu do Ipiranga        | Tropeiro |
|        | Retrato do Dr. Affonso D'Escrangnole Taunay | 1953                | Museu do Ipiranga        | Afonso d'Escragnolle Taunay                                                                                         |
|        | Retrato de Álvaro V. Coimbra                | 1933                | Museu do Ipiranga        | |
|        | Retrato de José de Anchieta                 | século XX           | Museu do Ipiranga        | retrato |
|        | Retrato de Dom Pedro I                      | século XX           | Museu do Ipiranga        | retrato |
|        | Provedor das minas, 1700                    | 13 de junho de 1962 | Museu do Ipiranga        | |
|        | Extração do Ouro, 1700                      | 13 de junho de 1962 | Museu do Ipiranga        | pintura histórica ferramenta Bateia                                                                                 |
|        | Barão do Triunfo                            | 1932                | Museu Histórico Nacional | Barão do Triunfo condecoração Guerra do Paraguai uniforme militar insígnia Joaquim de Andrade Neves Segundo reinado |
|        | General Osório                              | 1932                | Museu Histórico Nacional | Batalha de Tuiuti Guerra do Paraguai Império do Brasil Manuel Luís Osório Segundo reinado                           |
|        | Anita Garibaldi (Ana Ribeiro da Silva)      | 1933                | Museu Histórico Nacional | Anita Garibaldi Guerra dos Farrapos                                                                                 |